# Grota Verde
Grota Verde é uma localidade do município de Tamboril, no estado do Ceará.